# Rudolf Brandberg
Karl Rudolf Eugen Brandberg, född 18 december 1892, död 15 augusti 1973, var en svensk läkare.
Brandberg blev medicine kandidat 1915, medicine licentiat 1921, medicine doktor i Lund 1935 och docent i kirurgi vid Karolinska Institutet 1940. Han var från 1930 lasarettsläkare i Ljungby, från 1933 i Alingsås, blev överläkare vid kirurgiska avdelningen vid Maria sjukhus 1940 och överläkare vid Södersjukhusets kirurgiska avdelning 1945. Han tilldelades professors namn 1953 och var riddare av Nordstjärneorden samt mottagare av Sankt Eriksmedaljen.